# (37044) Papymarcel
(37044) Papymarcel (2000 UE29) – planetoida z pasa głównego asteroid okrążająca Słońce w ciągu 5,4 lat w średniej odległości 3,08 j.a. Odkryta 27 października 2000 roku.